# GLADIATOR 001 in WAKAYAMA
GLADIATOR 001 in WAKAYAMAは、日本の総合格闘技団体「GLADIATOR」の大会の一つ。
2016年6月19日、和歌山県和歌山市の和歌山ビッグホエールで開催された。

## 大会概要
2016年1月、和歌山市に拠点を置く総合格闘技道場 創道塾の会長を務める櫻井雄一郎がGLADIATOR創立者であるCMA会長 諸岡秀克よりGLADIATORの全権利を買収。純MMA団体として体制を一新し、今大会が新体制下では第一弾興行となる。GLADIATOR 5大タイトルマッチと韓国ROAD FCとの対抗戦2試合を含む全13試合が行われている。

## 試合結果
第1試合 フェザー級 5分2R
○  吉野剛腕タイキ vs.  伊藤風童 ×
2R 1:36 リアネイキドチョーク
第2試合 バンタム級 5分2R
○  辻川力也 vs.  鈴木崇豊 ×
1R 1:50 三角絞め
第3試合 バンタム級 5分2R
○  草信孝謙 vs.  矢野悠祐 ×
1R 2:31 三角絞め
第4試合 フェザー級 5分2R
○  渡辺智史 vs.  川端和哉 ×
判定3-0
第5試合 フライ級 5分2R
○  加マーク納 vs.  宮城友一 ×
判定3-0
第6試合 バンタム級 5分2R
△  中澤伸悟 vs.  山口翔 △
判定 1-0
第7試合 フライ級 5分2R
○  横溝和也 vs.  前田慎次郎 ×
1R 4:41 TKO
第8試合 GLADIATOR vs ROADFC対抗戦 ウェルター級 5分2R
○  キム・ソクモ vs.  黒田好治 ×
1R 1:58 TKO
第9試合 GLADIATORライトフライ級王者決定戦 5分3R
○  ヤックル真吾 vs.  谷口No-K友康 ×
1R 2:16 TKO
※ヤックル真吾が初代GLADIATORライトフライ級王者に
第10試合 GLADIATORフライ級王者決定戦 5分3R
○  南出剛 vs.  原猛司 ×
2R 2:39 TKO
※南出剛が初代GLADIATORフライ級王者に
第11試合 GLADIATOR vs ROADFC対抗戦　GLADIATORバンタム級王座決定戦 5分3R
○  辻川凌平 vs.  ユ・ジェナム ×
3R 4:39 腕ひしぎ十字固め
※辻川凌平が初代GLADIATORバンタム級王者に
第12試合 GLADIATOR武士道フェザー級タイトルマッチ 5分3R
○  大道翔貴 vs.  手塚基伸 ×
判定2-0
※大道翔貴が王座防衛に成功。初代GLADIATORフェザー級王者に
第13試合 GLADIATORウェルター級王者決定戦 5分3R
○  レッツ豪太 vs.  中村勇太 ×
判定2-1
※レッツ豪太が初代GLADIATORウェルター級王者に